# Saint-Léry
Saint-Léry is een gemeente in het Franse departement Morbihan (regio Bretagne) en telt 171 inwoners (2005). De plaats maakt deel uit van het arrondissement Vannes.

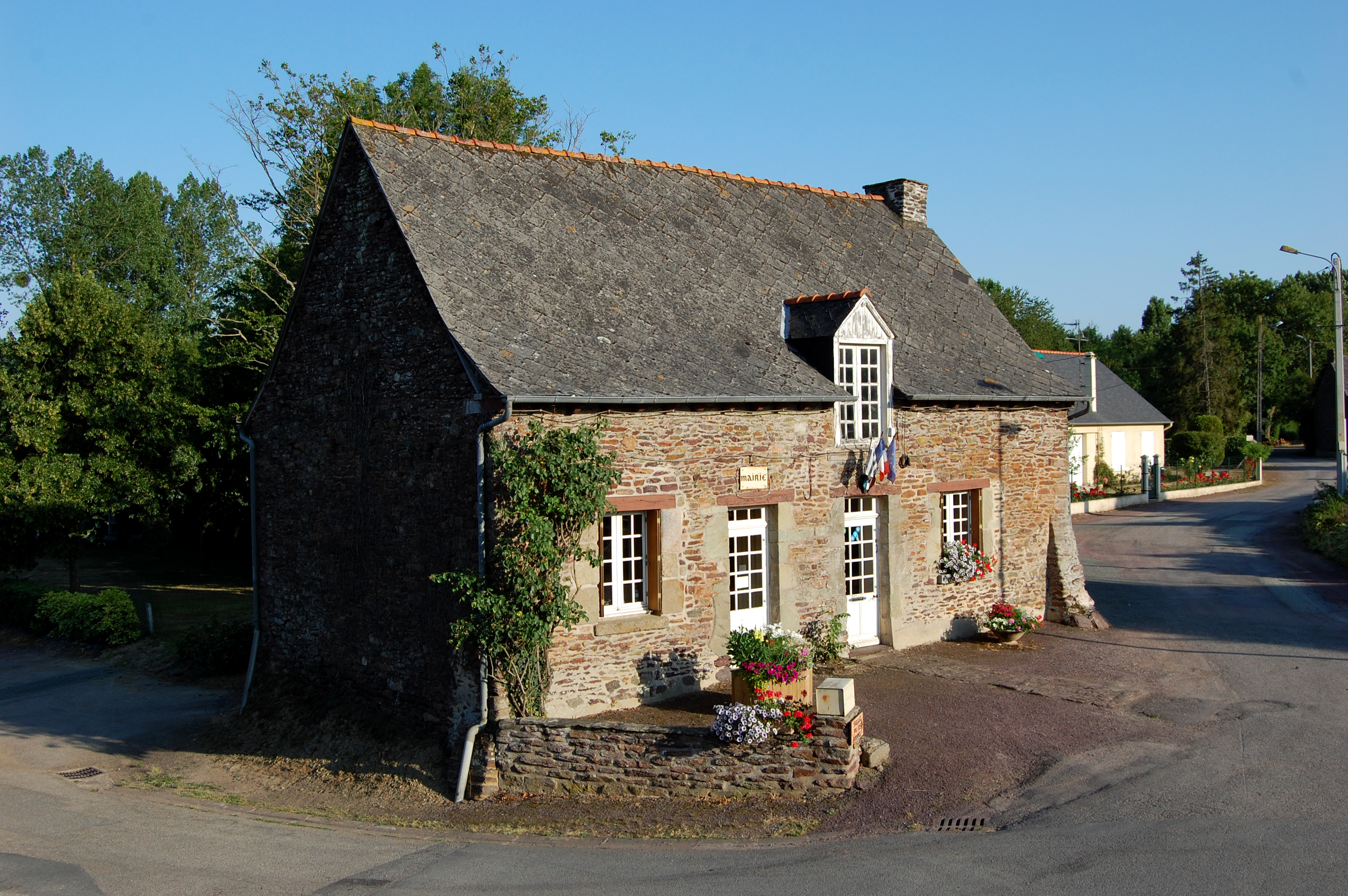
Gemeentehuis
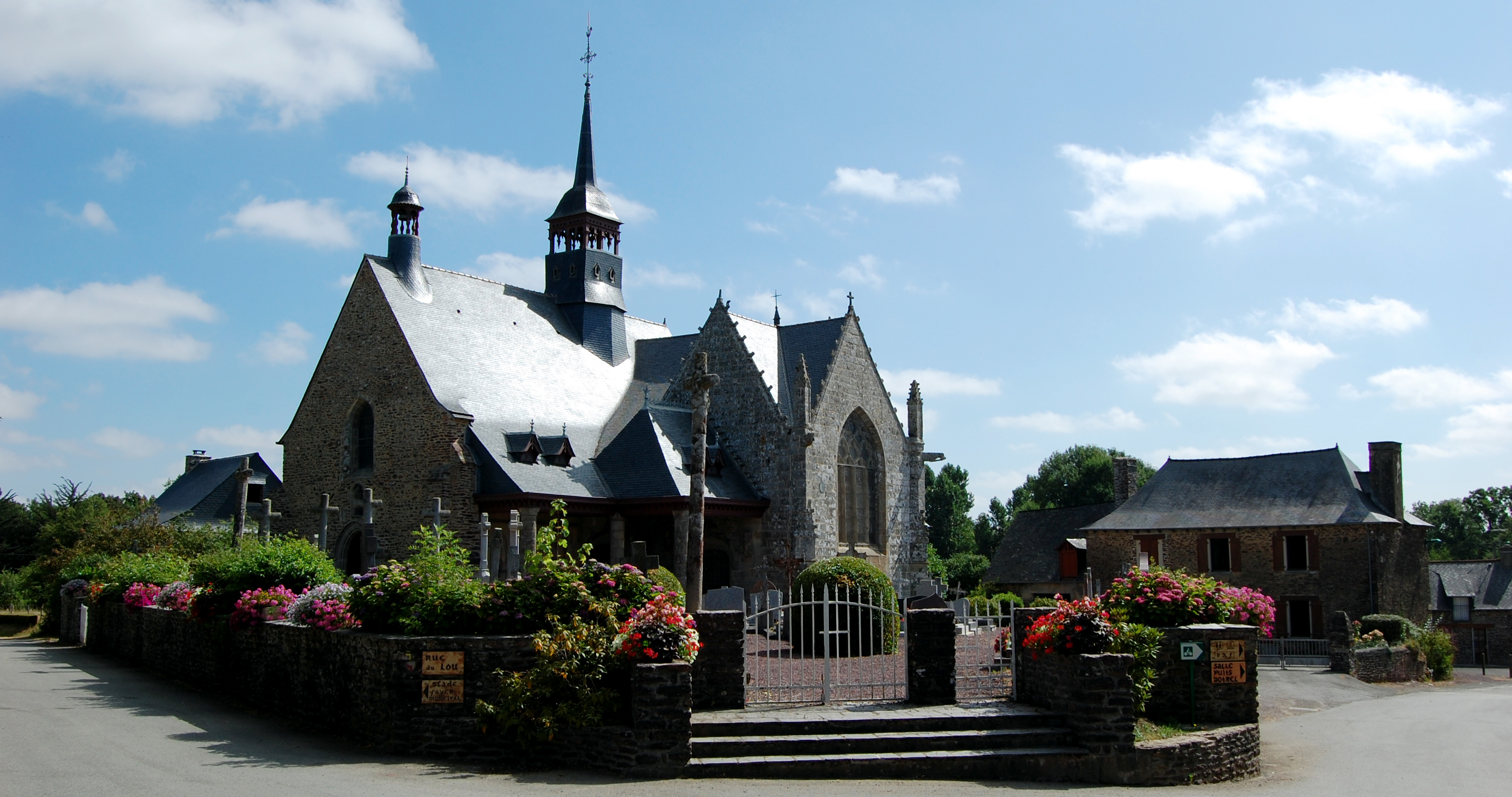
Kerk en pastorie van Saint-Léry

## Geografie
De oppervlakte van Saint-Léry bedraagt 1,6 km², de bevolkingsdichtheid is 106,9 inwoners per km².
De onderstaande kaart toont de ligging van Saint-Léry met de belangrijkste infrastructuur en aangrenzende gemeenten.

## Demografie
Onderstaande figuur toont het verloop van het inwonertal (bron: INSEE-tellingen).

1. ↑  Populations de référence 2022.